# Chaksu
Chaksu är en ort i Indien.   Den ligger i distriktet Jaipur och delstaten Rajasthan, i den centrala delen av landet, 260 km sydväst om huvudstaden New Delhi. Chaksu ligger 304 meter över havet och antalet invånare är 33 098.
Terrängen runt Chaksu är mycket platt. Runt Chaksu är det ganska tätbefolkat, med 248 invånare per kvadratkilometer. Chaksu är det största samhället i trakten. Trakten runt Chaksu består till största delen av jordbruksmark.